# Думсдей
Думсдей (англ. Doomsday) — персонаж у коміксах видавництва DC Comics. Це надлюдина, яка була створена як біологічна зброя. Він має надзвичайну силу, швидкість та витривалість, а також здатність швидко адаптуватися до будь-яких бойових умов. Думсдей з'явився у серії коміксів «Смерть Супермена» (англ. The Death of Superman) в 1992 році і став одним з найбільш відомих та значущих ворогів Супермена.
Думсдей — це один з найсильніших та найнебезпечніших ворогів Супермена. У коміксах його зображують як безжалісного та непереможного вбивцю, який здатен знищити будь-що, що опиниться на його шляху. Його зовнішність зазвичай описують як страшну та жахливу, зі складними формами тіла та шипами, які виступають з його шкіри.
У коміксах Думсдей з'явився як результат генетичних експериментів, здійснених на його рідній планеті Кріптон. Його створили як зброю для завоювання інших планет, і його потужна сила та невразливість роблять його майже непереможним. В коміксах Думсдей зазвичай виступає як головний злодій, який ставить під загрозу життя Супермена та інших героїв DC Comics.
В кіно та інших медіа Думсдей теж часто з'являється як важливий персонаж. Наприклад, в фільмі «Бетмен проти Супермена: На зорі справедливості» (англ. Batman v Superman: Dawn of Justice) Думсдей з'явився як головний злодій, який поставив під загрозу не тільки Супермена, а й все людство.